# Misiteu
Misiteu, en llatí Misitheus, però Zòsim l'anomena Timesicles, Τιμησικλῆς) fou un distingit grec que va destacar per la seva saviesa i eloqüència. La seva filla, Sabínia Tranquil·lina fou l'esposa de Gordià III.
Aquest emperador va nomenar al seu sogre prefecte del pretori i va efectuar diverses reformes a la casa reial seguint els seus consells, eliminant als poderosos eunucs que s'havien anat imposant des del temps d'Elagàbal i disposaven dels principals càrrecs civils i militars. Va participar en les operacions a Orient contra els perses on va morir bé per malaltia o bé per la traïció de Filip l'Àrab.
Probablement el seu nom era Timesiteu o Timasiteu, en llatí Gaius Furius Sabinius Águila Timesitheus.